# Jutta Osten
Jutta Maria Helena Osten (* 25. Februar 1918 in Gleiwitz; † 24. Januar 2009 in Köln) war eine deutsche Kunstlehrerin, Bildhauerin, Medailleurin und Grafikerin.

## Leben
Ihre Kindheit und Jugend verbrachte sie in Oberschlesien in einem ethnisch-kulturellen Grenzbereich. Sie war die Tochter des Juristen Georg Osten und seiner Ehefrau Angela, geb. Deponte. Schon im frühen Alter zeigte sich ihre Begabung, die von ihrer Mutter, die ebenfalls künstlerisch aktiv war, unterstützt wurde. Durch die Aufenthalte in ländlichen Gebieten bei ihren Verwandten entdeckte sie das Interesse an dem Zeichnen der Tiere und der Menschen. 1938 erfolgte die Reifeprüfung an einem Oppelner Gymnasium. Von 1939 bis 1942 folgte ein Studium an der Hochschule für Kunsterziehung in Berlin bei Klinkert und Willi Maillard (1879–1945), sowie von 1942 bis 1944 ein Studium der Fächer Modellieren und Bildhauerei an der Hochschule für Bildende Künste in Berlin, bei August Kranz, Wilhelm Gerstel und Fisher sowie parallel Geographie an der Friedrich-Wilhelms Universität. 1944 begann sie ein Studium der Steinbildhauerei an der Tschechischen Werkkunstschule in Prag bei Foitek und am Hochschulinstitut für Bildende Künste in Prag bei Hofman. 1946 folgte ein Studium an der Kunstakademie Düsseldorf bei Joseph Enseling und Nebentätigkeit als Steinmetzgehilfin bei der Restaurierung mehrerer Kirchenbauten. Aufgrund der wirtschaftlich schwierigen Lage entschied sich Osten 1948 für eine Laufbahn als Lehrerin und absolvierte ein Referendariat in Düsseldorf.
1949 wurde sie Kunsterzieherin an der Staatlichen Hildegard-von-Bingen-Schule in Köln. Von 1949 bis 1953 erhielt sie Weiterbildung an den Werkkunstschulen in Köln bei Jaeckel und Gies. Seit 1956 hatte sie eine Beteiligung an Ausstellungen im In- und Ausland. Von 1957 bis 1980 war Osten Studiendirektorin und Fachleiterin für Kunsterziehung am Studienseminar für Gymnasien in Köln. 1980 erhielt sie eine vorzeitige Pensionierung, um sich vermehrt ihrer bildhauerischen Tätigkeiten widmen zu können. Zwischen 1984 und 1996 folgten jährlich mehrmonatige Aufenthalte an der Academia Raffaello in Urbino zu Studienzwecken vor allem druckgrafischer Techniken.
Die in Köln ansässige Jutta Osten wirkte künstlerisch als Bildhauerin, Medailleurin und Grafikerin. Besonders prägend für ihre Kunst war neben dem christlichen Glauben die Auseinandersetzung mit ihrem Leben. Die Schrecken des Zweiten Weltkriegs, vor allem dessen Ende, fand immer wieder Einzug in ihre Kunst. Ihre Kunst kann dem Postexpressionismus zugerechnet werden. Vornehmlich schuf Osten Medaillen, Plaketten und Kleinplastiken, aber auch größere Skulpturen im architektonischen Raum, vor allem für Kirchen in Köln und Umgebung. Ein großer Teil des künstlerischen Nachlasses von Jutta Osten befindet sich im Oberschlesischen Landesmuseum in Ratingen.

## Zitat
„Die künstlerische Spannung im Verhältnis von Fläche und Raum, zwei von drei Dimensionen der Darstellung, haben wir bereits angesprochen. Eine vierte ist die Zeit, die erzählte, immer wieder neu zu erzählende Geschichte. Hier liegt eine der großen Stärken Jutta Ostens. Sie erzählt die Geschichten, holt die Vergangenheit in die Gegenwart. Oft bringt sie ein ganzes Leben mit seinen wichtigsten Szenen, mit ergänzenden texten und Symbolen auf eine Tafel unter.“

## Ausstellungen (Auswahl)

### Einzelausstellungen
- 1989 – Haus des Deutschen Ostens, Düsseldorf „Jutta Osten – Plastik und Grafik“
- 1989 – Villa Ugolini, Pesaro „Mostra di Jutta Osten“
- 1990 – Oberschlesisches Landesmuseum, Ratingen „Jutta Osten – Plastik und Druckgrafik“, Ausstellung anlässlich der Verleihung des Oberschlesischen Hauptkulturpreises an Jutta Osten
- 1995 – Casa Natale di Raffaello, Urbino „Jutta Osten – Targhe e statuette“
- 1997 – Breslau/Oppeln/Kattowitz/Krakau/Gleiwitz, Wanderausstellung „Jutta Osten – rzezba-medale-grafika“
- 1998 – Oberschlesisches Landesmuseum Ratingen „Jutta Osten – Skulptur, Medaillen, Graphik“

### Gruppenausstellungen
- 1971 – Kunsthaus, Bocholt „Annemarie Schwanitz – Gemälde, Jutta Osten – Plastik“
- 1974 – Porto, „Exposicao international de Medalhas de Arte“
- 1975 – Overstolzenhaus, Köln „Ars sacra – Kirchliche Kunst der Gegenwart“
- 1979 – Haus Oberschlesien, Ratingen und Haus des deutschen Ostens, Düsseldorf „Ausstellung anlässlich des 30-jährigen Bestehens des Landsmannschaft der Oberschlesier“ – Jutta Osten, Günter Sockel, Christa Lopatta-Schneider, Traude Teodorescu-Klein
- 1981 – Galleria Domus Barbara, Locarno, Teilnahme am Internationalen Wettbewerb für Kunstmedaillen (C.I.M.A.)
- 1992 – Basar de Cologne, Köln „Artists against AIDS“
- 1993 – Staatliche Galerie Moritzburg Halle und Frauenmuseum Bonn „Medaillenkünstlerinen in Deutschland“
- 1994 – Glogau/Ratibor/Breslau/Görlitz, Wanderausstellung „Künstlerinnen aus Schlesien“, veranstaltet von der Stiftung Gerhart Hauptmann Haus
- 1995 – Wissenschaftszentrum Bonn „Europäische Medaillenkunst von der Renaissance bis zur Gegenwart“ Ausstellung anlässlich der Jahrestagung der Deutschen Gesellschaft für Medaillenkunst
- 2007 – Bode-Museum, Münzkabinett, Berlin „Medaillenkunst in Köln im 20. Jahrhundert“, Ausstellung anlässlich der Jahrestagung der deutschen Gesellschaft für Medaillenkunst